# Sejanus
Lucius Aelius Sejanus, född 20 f.Kr. i Volsinii, död 18 oktober 31 i Rom, var en romersk militär och ämbetsman, som var nära vän till kejsar Tiberius och dennes medkonsul år 31. Då Tiberius ansågs allmänt impopulär och vid hög ålder inte iddes sköta sitt ämbete lämnade han mycket av sina förpliktelser till Sejanus, som blev prefekt för pretoriangardet och rikets kanske mäktigaste man. 

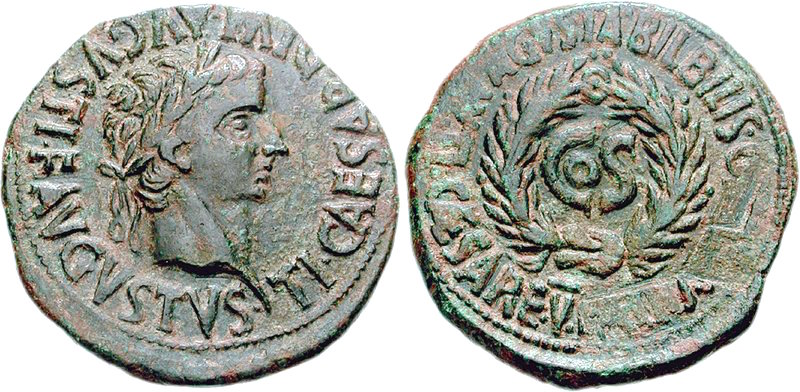
Mynt av Tiberius där texten L. AELIO SEIANO tagits bort

Sejanus tillhörde riddarklassen och var son till praetorianprefekten Lucius Seius Strabo. Vid kejsar Augustus död 14 e.Kr. blev han kollega till sin far i praetoriangardet, och när Strabo två år senare utnämndes till guvernör i Egypten blev han ensam befälhavare för livvakten, och kom att bli en av kejsar Tiberius närmaste rådgivare och bundsförvanter. Detta utnyttjade han för sina egna ambitiösa planer, till exempel övertygade han kejsaren att alla praetorianska kohorter skulle vara stationerade tillsammans istället för i olika delar av staden. Sejanus sådde även osämja mellan Tiberius och dennes adoptivsons fru Agrippina, och fick sin dotter förlovad med kejsarsläktingen Claudius Drusus, som dock dog innan äktenskapet kunde genomföras. Det är möjligt att det var han som orsakade Tiberius son Drusus död.
När han under sitt år som konsul 31 misstänkts förbereda en statskupp fängslades han på Tiberius order och avrättades. Hans hustru och dotter våldtogs och mördades av kejserliga sändebud.